# 에스타디오 페드로 비데가인
에스타디오 페드로 비데가인(Estadio Pedro Bidegain)은 아르헨티나 부에노스아이레스의 보에도 지구(Boedo)에 있는 경기장이다. 엘 누에보 가소메트로(El Nuevo Gasómetro, 새로운 가스 저장소)라는 별칭으로 잘 알려져 있다. 원래 다목적 경기장이지만 주로 축구 경기 용도로 사용된다.
원래 산로렌소가 사용했던 가소메트로(El Viejo Gasómetro, 옛 가스 저장소)는 클럽의 부채로 인해 군부 정권 시절인 1979년 12월 2일 보카 주니어스와의 0:0 경기를 끝으로 팔리고 철거되었다. 그 자리엔 프랑스계 대형 슈퍼마켓이 들어섰다. 그 후 몇 년간 산로렌소는 지역의 다른 경기장을 사용하다가 1993년 "새 가스 저장소"가 완공되면서 정착할 수 있었다. 경기장 명칭은 1929년~1930년 구단주였던 페드로 비데가인의 이름을 딴 것이다.
개장 경기는 1993년 12월 16일, 칠레의 우니베르시다드 카톨리카와의 경기였고 홈팀인 산로렌소가 2:1로 이겼다.

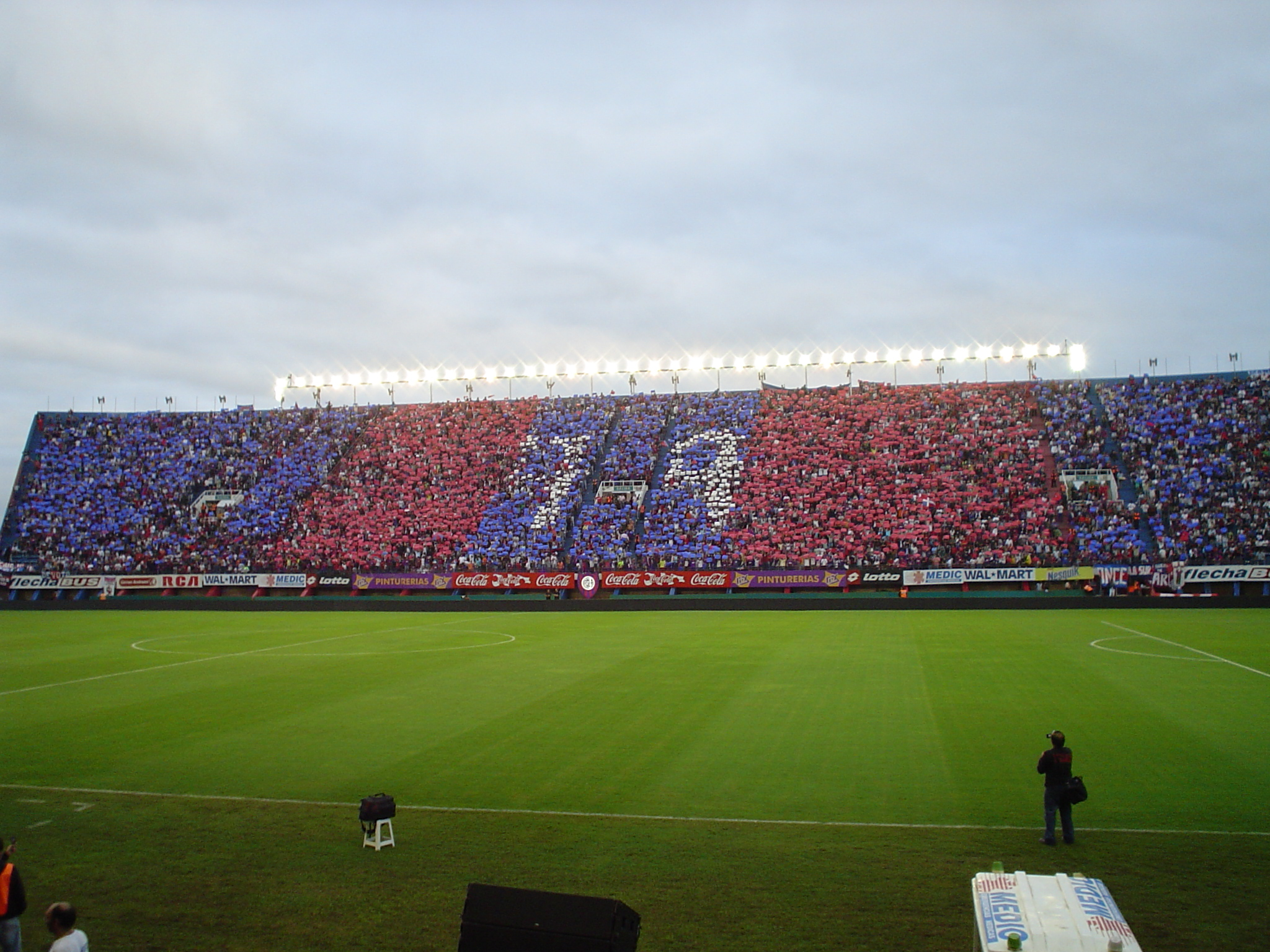
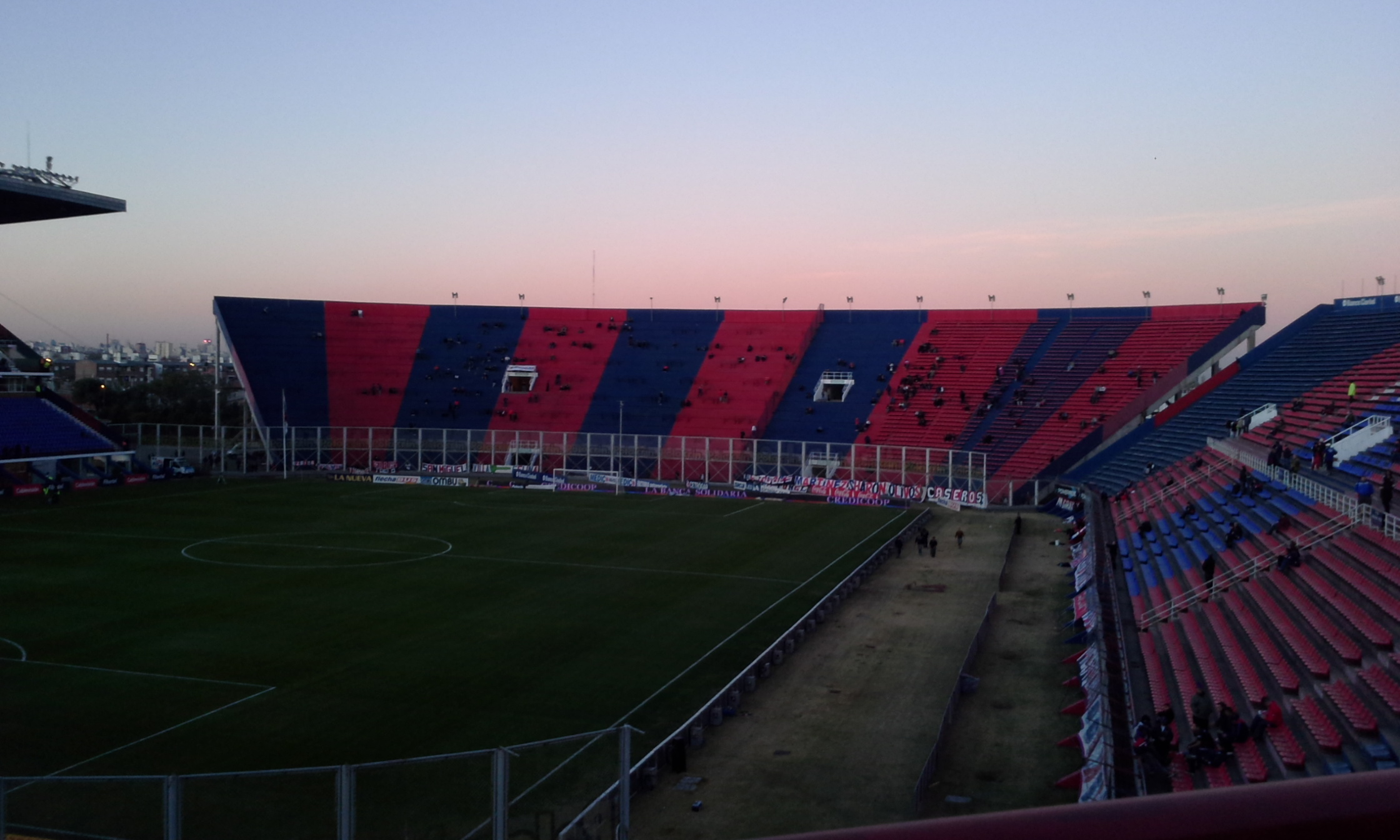
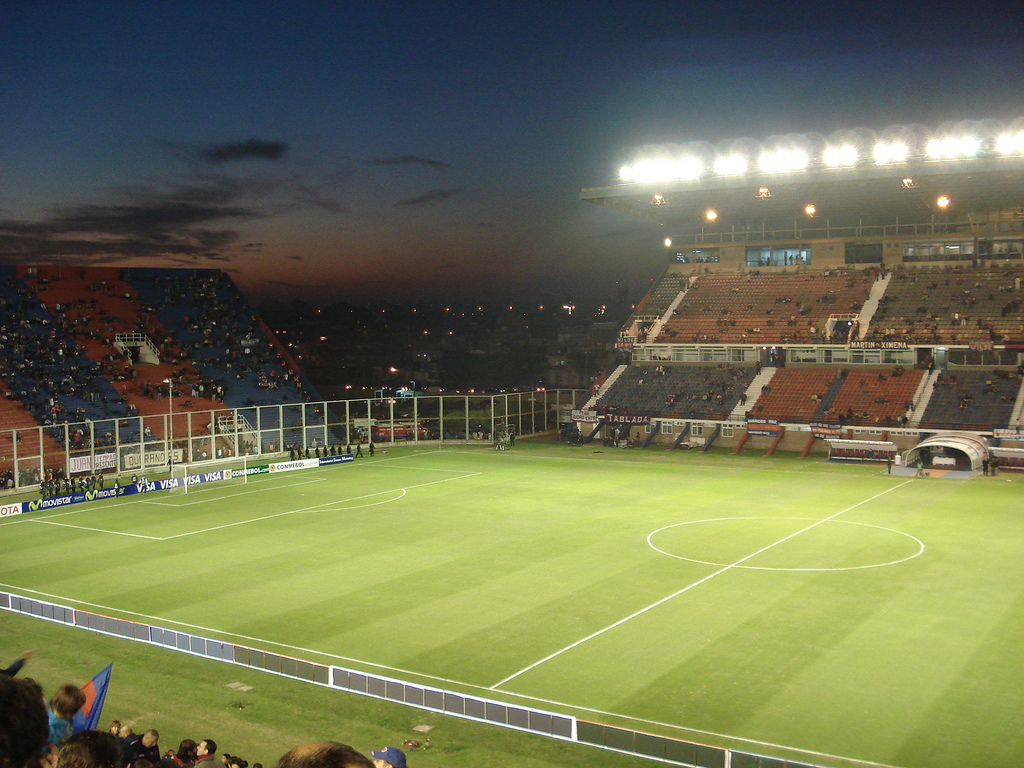
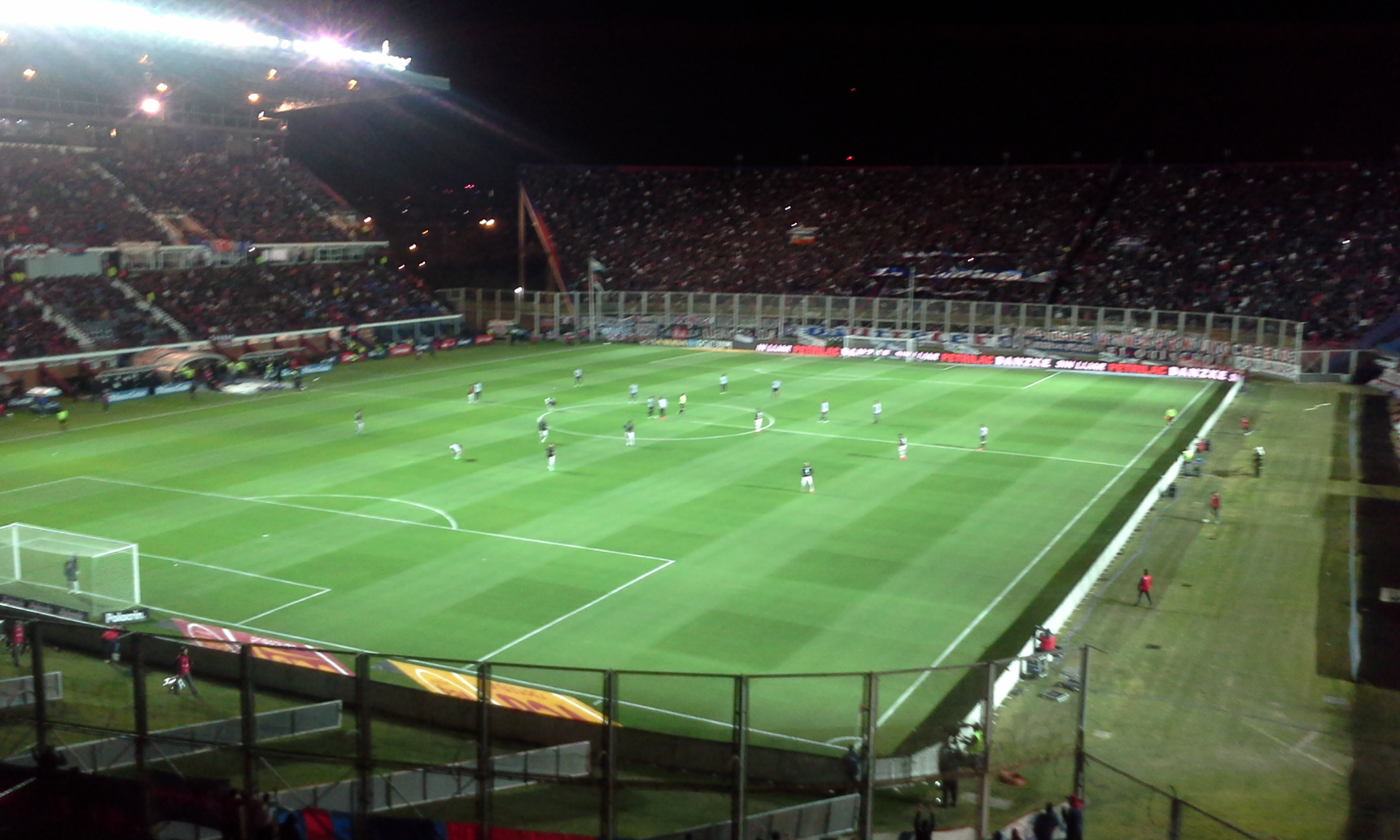

## 교통
- 버스(콜렉티보) : 16, 42, 44, 46, 76, 101 (Ramal Soldati), 132, 143, 150, 193번